# Joodse begraafplaats (Culemborg)
De voormalige Joodse begraafplaats in de Nederlandse stad Culemborg is gelegen aan de Achterweg en is onderdeel van een grotere begraafplaats. Er zijn 146 Joodse graven bewaard gebleven.
Voor 1764 begroeven de Joden hun doden in Vianen en later in Buren. In 1764 werd een veld aangekocht aan de Westerwal, waar tot 1869 begraven werd. Toen werd de begraafplaats aan de Achterweg in gebruik genomen.
In 1947 werd de Joodse gemeente van Culemborg bij Utrecht gevoegd. De oude begraafplaats aan de Westerwal werd in 1959 geruimd. De synagoge is in 1982 geheel gerestaureerd en werd een gereformeerde kerk.
In het nabije Beesd is ook een Joodse begraafplaats bewaard gebleven van de familie Van Straaten.